# Гагарина, Эльвира Ивановна
Эльвира Ивановна Гагарина (род. 21 июля 1937, Чимкент, Казахская ССР) — советский и российский почвовед, профессор, доктор биологических наук.

## Биография
Родилась в интеллигентной семье: отец Иван Григорьевич Старостин работал в самолёторемонтных мастерских, мать Тамара Петровна Пенеско синоптиком на метеостанции.
В 1946 году семья переехала в Куйбышев, где Иван Григорьевич стал основателем и первым деканом факультета «Эксплуатации самолетов и двигателей» в Куйбышевском авиационном институте и одноименной кафедры. Тамара Петровна трудилась синоптиком в Куйбышевском бюро погоды.
В 1954 году Эльвира Ивановна окончила куйбышевскую школу № 25, поступила на биолого-почвенный факультет Ленинградского университета. Специализировалась на кафедре географии почв, где её руководителями были профессора А. А. Завалишин, Н. Н. Соколов, доценты А. Ф. Цыганенко и А. А. Хантулев.
В 1959 году она с отличием окончила университет и была оставлена там же на кафедре географии, где работала сначала младшим научным сотрудником, а с 1963 по 1979 — ассистентом.
В 1969 году Эльвира Ивановна под научным руководством А. А. Хантулева защитила кандидатскую диссертацию на тему «Особенности почвообразования на карбонатных моренах в таежной зоне».
В 1995 году — защитила докторскую диссертацию: «Литологический фактор почвообразования на примере Северо-Запада Русской равнины».
22 марта 1999 г. ей было присвоено звание «Заслуженный эколог Российской Федерации».
В последние году под её руководством проводятся почвенные исследования в Жигулевском заповеднике.

## Научная работа
Эльвира Гагарина специализируется в области генезиса, географии, диагностики, классификации, эволюции почв, а также в области изучения их минеральной части: минералогия и микроморфология почв. Она разработала комплексный подход к изучению всестороннего влияния литогенного фактора на свойства почв и структуру почвенного покрова. Провела работу по дательной характеристике основных почвообразующих групп Северо-Запада Русской равнины, разработала систему их классификации. Совместно с А. А. Хантулевым составила первую карту почвообразующих пород Северо-Запада Русской равнины. Провела глубокий анализ влияния литогенного фактора на свойства почв, процессы почвообразования, структуру почвенного покрова, эволюцию почв на различных породах в естественных и антропогенных условиях на данной территории.
Гагарина автор более чем 190 научных работ, из них пяти учебных пособий и трех монографий.

## Педагогическая работа
Занимается активной педагогической работой на кафедре почвоведения и экологии почв Санкт-петербургского государственного университета. Читает курсы лекций на биолого-почвенном факультете, в том числе новый курс «Деградация почв». Также ей были разработаны и усовершенствованы курсы лекций: «Мелиорации почв», «Эрозии и охране почв», «Деградации почв», «Рекультивации земель», разработаны оригинальные курсы «Микроморфология почв» и «Минералогия почв»
Работу над исследование литогенного фактора почвообразования продолжают её ученики: доктор географических наук С. Н. Лесовая, доктор биологических наук Е. В. Абакумов.
Всего под её руководством защищено более 60 дипломных работ, 7 магистерских и две кандидатские диссертации.
Э. И. Гагарина является председателем предметной комиссии почвенного отделения факультета, членом Президиума Методического Совета университетов России по специальности и направлению «Почвоведение», членом ученых советов биологопочвенного факультета СПбГУ и Санкт-Петербургского аграрного университета по защите докторских диссертаций.

## Семья
Замужем за Ю. Ф. Гагариным, старшим научным сотрудником Физико-технического института им. А. Ф. Иоффе РАН, у них два сына и пятеро внуков. Брат Г. И. Старостин — математик, доцент Красноярского технического университета.

## Избранная библиография
- Гагарина Э. И., Счастная Л. С., Хантулев А. А. К характеристике почв бассейна рек Пинеги и Верхнего Кулоя. В сб: Агропочвенные и геоботанические исследования Северо-Запада СССР. Изд. ЛГУ. 1965. 34-53.
- Гагарина Э. И. Опыт изучения выветривания обломков карбонатных пород в почве. Почвоведение. 1968. № 9. 117—126.
- Гагарина Э. И., Матинян Н. Н., Счастная Л. С., Хантулев А. А. Бурые лесные и буропсевдоподзолистые почвы Ленинградской, Новгородской, Псковской областей. Сб: Буроземообразование и псевдооподзоливание в почвах Русской равнины. «Наука».1974.
- Гагарина Э. И., Цыпленков В. П. Использование микроморфологического метода исследования при моделировании современного почвообразовательного процесса. Почвоведение.1974. № 4.
- Белозерский Г. Н., Гагарина Э. И., Казаков М., Хантулев А. А. Применение мессбауэровской спектроскопии к изучению форм железа в лесных почвах. Почвоведение. 1978. № 9.
- Гагарина Э. И., Чижикова Н. П. О лессиваже в почвах на карбонатных моренах. Почвоведение. 1984. № 10. 5-17.
- Гагарина Э. И., Матинян Н. Н., Счастная Л. С., Малаховский Д. Б. Эволюция почвенного покрова Северо-Запада РСФСР в позднем плейстоцене и голоцене. Кн: Естественная и антропогенная эволюция почв. Издательство АН СССР. Пущино. 1988.
- Гагарина Э. И., Зуев В. С., Чижикова Н. П. Характеристика илистой фракции почв на озерно-ледниковых глинах. Почвоведение. 1989. № 9. 76-85.
- Гагарина Э. И., Баева Р. И., Дворникова Л. Л. Микроморфологическая диагностика почв на отвалах и прилегающих к ним территориях в районе добычи фосфоритов. Кн: Проблемы почвоведения. Советские почвоведы к Х1V Международному съезду почвоведов. Токио. М. 1990.
- Водяницкий Ю. Н., Гагарина Э. И., Лесовая С. Н. Образование оксидов железа в почвах на локальных моренах. Почвоведение, 1994. № 2. с. 67-77.
- Гагарина Э. И., Матинян Н. Н., Счастная Л. С., Касаткина Г. А. Почвы и почвенный покров Северо-Запада России. С-П. Изд. СПбГУ. 1995. 233 с.
- Гагарина Э. И. Почвы и почвенный покров платообразных ледниковых возвышенностей Северо-Запада Русской равнины. Вестник Санкт-Петербургского университета. 1996. Сер. 3. Вып.1 (№ 3). 62-74.
- Гагарина Э. И., Лесовая С. Н. Почвы и почвенный покров моренных равнин с близким залеганием девонских красноцветных осадочных пород. Сб.: Эколого-генетические исследования почв в гумидных ландшафтах. С-П. Изд. СПбГУ. 1996. 90-123.
- Гагарина Э. И. Микроморфологический метод исследования почв. Учебное пособие. Изд. СПбГУ. С-П. 2002.